# Tanypus flaveolus
Tanypus flaveolus är en tvåvingeart som först beskrevs av Samuel Wendell Williston  1896.  Tanypus flaveolus ingår i släktet Tanypus och familjen fjädermyggor. Inga underarter finns listade i Catalogue of Life.